# Lenka Ledvinová
Lenka Ledvinová (* 11. srpna 1985 Domažlice, Československo) je česká atletka, kladivářka. Jejím největším dosavadním úspěchem je stříbro z halového mistrovství Evropy sportovců do 22 let z roku 2007.
12. července 2008 překonala na mítinku v Plzni výkonem 69,03 m o 77 cm dva měsíce starý český rekord Kateřiny Šafránkové a splnila tak B limit pro start na olympiádě v Pekingu.
Dalšího, dokonce dvojího zlepšení národního rekordu docílila Lenka Ledvinová 1. května 2009 na závodech v Sušici. Nejprve v páté sérii hodila 69,57 m, vzápětí závěrečným pokusem 70,51 m. Tento výkon je zároveň splněným A limitem, opravňujícím ke startu na mistrovství světa v Berlíně.
V roce 2010 se stala mezinárodní mistryní České republiky ve vzpírání. Zvítězila v hmotnostní kategorii nad 75 kg výkony 73 kg v trhu, 96 kg v nadhozu a 169 kg v olympijském dvojboji.